# Olaf Kaska
Olaf Kaska (* 15. Januar 1973) ist ein ehemaliger deutscher Rudersportler, der als Steuermann bei Weltmeisterschaften zwei Goldmedaille und eine Bronzemedaille gewann.

## Sportliche Karriere
Kaska trat zunächst für den Berliner Ruder-Club an, ab 1997 für die RG Wiking Berlin. 1996, 1997, 1998 und 1999 wurde Kaska Deutscher Meister im Vierer mit Steuermann. Von 1992 bis 1994 sowie 1998, 1999, 2003 und 2004 steuerte Kaska siebenmal den Leichtgewichts-Achter zum deutschen Meistertitel.
Kaskas internationale Karriere begann bereits bei den Junioren-Weltmeisterschaften 1989, als er Gold mit dem Zweier mit Steuermann gewann. Ein Jahr später wiederholte er den Titelgewinn. 1992 siegte er mit dem Vierer beim Nations Cup, einem Vorläuferwettbewerb der U23-Weltmeisterschaften. Im gleichen Jahr nahm Kaska erstmals an Weltmeisterschaften in der Erwachsenenklasse teil. Bei den Weltmeisterschaften in Montreal erkämpfte er die Bronzemedaille mit dem Leichtgewichts-Achter. Im Jahr darauf verfehlte der Leichtgewichts-Achter als Vierter der Weltmeisterschaften 1993 die Bronzemedaille um nur 0,38 Sekunden. 1994 in Indianapolis steuerte Kaska den Vierer mit Steuermann und wurde Sechster, 1996 folgte der siebte Platz in dieser Bootsklasse. 1998 in Köln siegte Kaska mit dem deutschen Leichtgewichts-Achter, der die Ziellinie 0,28 Sekunden vor dem US-Boot überquerte. 1999 in St. Catharines verpasste der Leichtgewichts-Achter das Finale, Kaska wurde aber Sechster mit dem Vierer. Vier Jahre später bei den Weltmeisterschaften 2003 in Mailand wurde Kaska zum zweiten Mal Weltmeister mit dem Leichtgewichts-Achter, diesmal hatte die Crew im Ziel zweieinhalb Sekunden Vorsprung. Bei seinem letzten großen internationalen Rennen wurde Kaska mit dem Leichtgewichts-Achter noch einmal Vierter bei den Weltmeisterschaften 2004 in Banyoles, 0,16 Sekunden fehlten zur Bronzemedaille.
Olaf Kaska ist seit 2022 Geschäftsführer bei einer Firma für Kanalsanierung.